# Apollo FM
Apolo FM é uma emissora de rádio brasileira da cidade de São Paulo, capital do estado homônimo. Operou nas frequências AM 660 kHz e FM 98,1 MHz.
Pertence à Rede Mundial de Comunicações, de propriedade do empresário Paulo Masci de Abreu. Seus estúdios estão localizados no Edifício The Central Park, no Espigão da Paulista, onde funcionam os demais veículos do grupo. Seus transmissores de AM estão localizados em Guarulhos e os de FM na cidade de Arujá.

## Histórico
A emissora iniciou suas transmissões em abril de 1993 como Rádio Difusora AM, na frequência de 660 kHz, com uma programação musical e informativa. Dois anos depois, a emissora passou a se chamar Rádio Mundial, e a programação voltou-se para as comunidades estrangeiras, além das atrações esotéricas e de autoajuda. Em 1.º de novembro de 1999, iniciou suas transmissões em FM 95,7 MHz.Vinte anos depois, ela foi rebatizada como Vibe Mundial.
No dia 17 de Dezembro de 2022, começou a operar na frequência 83.1 Mhz da cidade de Santa Isabel, em alguns dias operou como Scala FM para testes na frequência mas depois voltou a transmitir o sinal da Rádio Vibe Mundial
Em 28 de fevereiro de 2024, a emissora passou a transmitir apenas em 95,7 MHz. Com isso, a frequência de 660 kHz e sua migrante 98,1 MHz passaram a abrigar a Apolo FM.
Em maio de 2024, a emissora expandiu sua operação para Goiás e Distrito Federal na frequência de 98,3 MHz, além da cidades de São Vicente (102,9 MHz) e Bertioga (89,9 MHz), dando origem a Rede Apolo.
No dia 1 de outubro de 2024, A Rádio Apolo foi substituída pela Raiz fm nas Frequências 660 Khz e 98.1 Mhz 
No dia 18 de Outubro de 2024, ela voltou no FM de São Paulo na frequência 99,1 Mhz de Itapevi, sendo lançado oficialmente no dia 1 de Outubro de 2024,Porém no dia 6 de Novembro de 2024, a Rádio Apolo foi substituída pela Rádio DaCidade FM na frequência 99,1 Mhz
No dia 5 de Dezembro de 2024, a Rádio Apolo Voltou a ser Transmitida na Região Metropolitana de São Paulo substituído a Rádio DaCidade nas frequências 1520 Khz e 83.9 Mhz de Mogi Das Cruzes, porém no dia 28 de fevereiro de 2025, a Rádio Apolo foi substituída pela Rádio DaCidade que voltou nas Frequências 1520 Khz e na  83.9 Mhz de Mogi Das Cruzes.